# 파울라 리만
파울라 리만(Paula Riemann, 1993년 8월 3일 ~ )은 독일의 영화 감독, 안무가, 배우이다. 배우 페터 자트만과 배우 카차 리만의 딸이다.